# Marifrán Carazo
Pour les articles homonymes, voir Carazo (homonymie).
María Francisca Carazo Villalonga ([maˈɾia fɾanˈθiska kaˈɾaθo βiʝaˈlonɡa]), dite Marifrán Carazo, née le 11 octobre 1977 à Valladolid, est une femme politique espagnole, membre du Parti populaire (PP). Elle est maire de Grenade depuis le 17 juin 2023.
Elle s'installe en Andalousie pour ses études en 1996, année de son adhésion au Parti populaire. Après avoir été responsable des jeunesses du parti dans la province de Grenade, elle est élue au conseil municipal de la capitale provinciale en 2007.
En 2012, elle devient députée au Parlement andalou. Elle entre, sept ans plus tard, au gouvernement de la communauté autonome, désormais présidé par Juanma Moreno, au poste de conseillère à l'Équipement. Elle relance notamment les projets de la ligne 3 du métro de Séville et du tramway d'Alcalá de Guadaíra, et assure la conclusion des travaux et la mise en service du tram-train de la Baie de Cadix.
Reconduite dans ses fonctions en 2022, elle est proclamée, l'année suivante, candidate à la mairie de Grenade, et quitte peu après le gouvernement. Lors des élections municipales, elle conquiert la majorité absolue du conseil municipal.

## Jeunesse et formation
María Francisca Carazo Villalonga, surnommée Marifrán, naît le 11 octobre 1977 à Valladolid. Elle s'installe en 1996 à Grenade pour y suivre des études d'optique et d'optométrie. Elle obtient un diplôme dans ce domaine à l'université de la ville, ainsi qu'une licence en science politique.

## Vie politique

### Élue municipale
En 1996 également, Marifrán Carazo adhère au Parti populaire (PP). Elle est secrétaire générale des Nouvelles générations (NNGG), le mouvement de jeunesse du PP, dans la province de Grenade entre 2000 et 2005. De 2003 à 2005, elle est vice-secrétaire générale des NNGG andalouses, avec la délégation de l'Action politique, puis vice-secrétaire générale du Parti populaire andalou (PP-A) à la Politique municipale, entre 2004 et 2007
Elle obtient son premier mandat électoral en 2007, étant élue conseillère municipale de Grenade sur la liste du maire, José Torres Hurtado. Celui-ci la désigne conseillère déléguée au Tourisme, aux Sports et aux Petites et moyennes entreprises. À la suite des élections de 2011, elle est désignée conseillère déléguée au Tourisme, au Commerce et à l'Espace public.
L'année suivante, elle entre au Parlement d'Andalousie, comme députée de la circonscription de Grenade. Au sein du groupe populaire, dans l'opposition, elle est porte-parole adjointe et porte-parole pour l'Éducation. Pour les élections régionales du 2 décembre 2018, le PP de la province de Grenade l'investit tête de liste dans la circonscription, Marifrán Carazo étant une personne de confiance du chef de file électoral, Juanma Moreno. Plus tôt dans l'année, la direction du PP-A envisageait d'en faire la candidate du PP à la mairie de Grenade, une place finalement revenue au président provincial du parti.

### Conseillère à l'Équipement

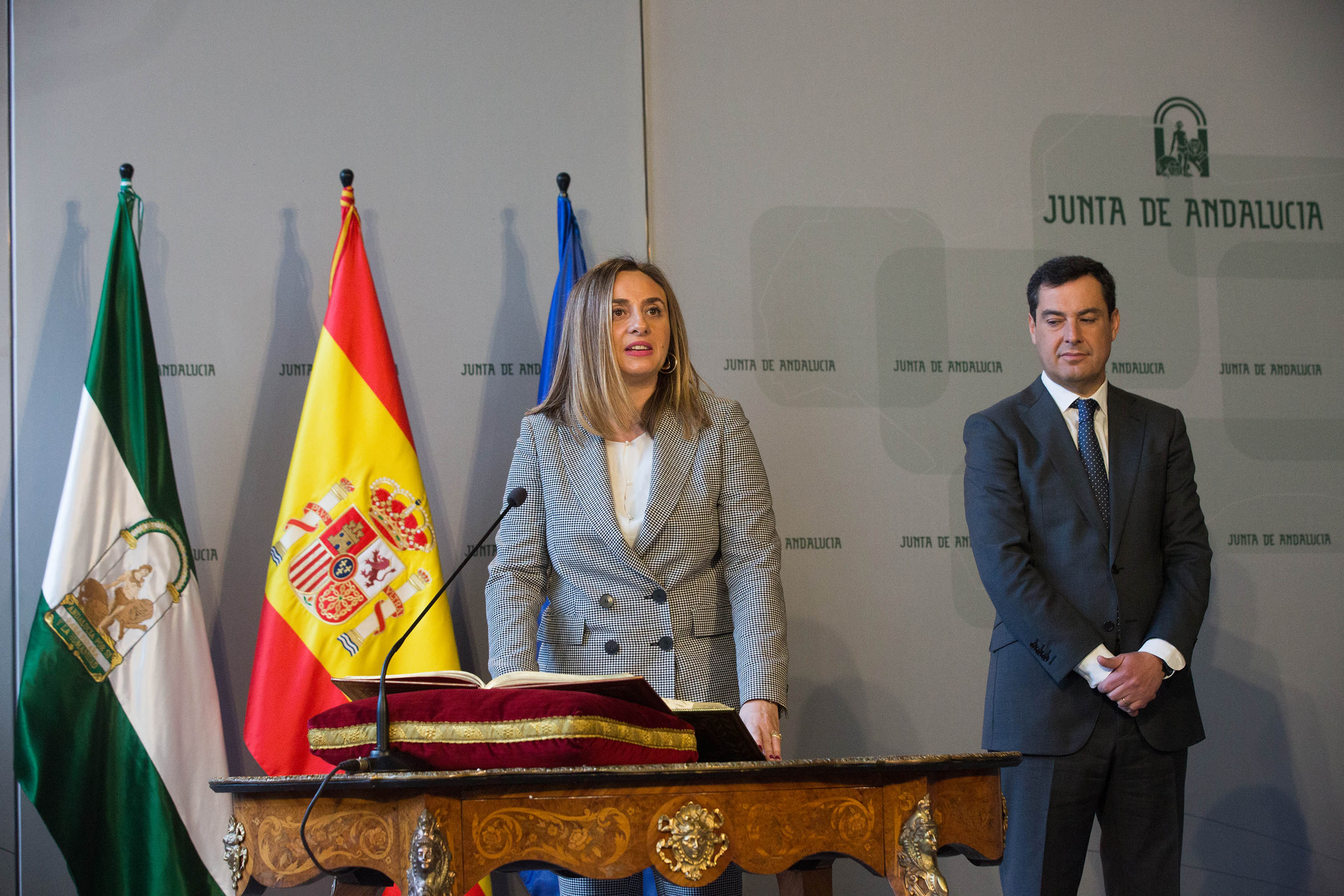
Marifrán Carazo est nommée conseillère à l'Équipement en 2019.

Bien qu'elle se soit spécialisée sur les questions d'éducation, Marifrán Carazo est nommée, le 22 janvier 2019, conseillère à l'Équipement, aux Infrastructures et à l'Aménagement du territoire de la Junte d'Andalousie au sein du gouvernement de coalition que forme Juanma Moreno entre le Parti populaire et Ciudadanos (Cs), ces derniers ayant obtenu le département de l'Éducation
Elle relance le projet de ligne 3 du métro de Séville et du tramway d'Alcalá de Guadaíra, ainsi que les travaux du tram-train de la Baie de Cadix. Elle s'engage par la suite à la remise en service du tramway de Jaén et travaille au prolongement du métro léger de Grenade,,.
Investie tête de liste dans la circonscription de Grenade aux élections autonomiques du 19 juin 2022, elle est ensuite reconduite dans ses fonctions, avec le titre de conseillère à l'Équipement, à l'Articulation du territoire et au Logement, le 26 juillet. Trois mois plus tard, elle inaugure la ligne 1 du tram-train de la Baie de Cadix aux côtés de Juanma Moreno.

### Maire de Grenade
Marifrán Carazo est fortement pressentie, à la fin de l'année 2022, comme candidate tête de liste du Parti populaire aux élections municipales du 28 mai 2023 à Grenade, gouvernée depuis 2021 par le socialiste Paco Cuenca. Elle reçoit l'investiture du comité directeur provincial du parti le 4 janvier 2023.
Le 27 mars 2023, elle fait partie de la délégation qui assure l'inauguration du prolongement du métro léger de Malaga jusqu'au centre de la ville, dix-sept ans après le début des travaux du réseau et quatorze ans après la mise en chantier de la section désormais ouverte. Elle participe, le lendemain, à son dernier conseil de gouvernement, réuni à Monachil, dans la Sierra Nevada, et à l'issue duquel Juanma Moreno lui rend un hommage particulièrement appuyé, révélant que le secteur du bâtiment et travaux publics ne souhaitait pas qu'elle quitte ses fonctions. Le 3 avril suivant, le président annonce son intention de la remplacer par Rocío Díaz Jiménez, jusqu'alors directrice générale du patronage de l'Alhambra de Grenade. Nommée le même jour, elle entre en fonction et prête serment le lendemain.
Le jour du scrutin, sa liste remporte 15 conseillers municipaux sur 27, s'assurant la majorité absolue au sein du conseil municipal. Doublant la représentation obtenue par le PP quatre ans auparavant, elle deviendra la première femme maire de la ville de l'Alhambra. Pour la première fois depuis 2015, un seul parti détient plus de la moitié des élus municipaux, rendant inutile toute forme d'entente pour l'élection au fauteuil de maire. Marifrán Carazo est formellement élue maire de Grenade lors de la séance d'installation du conseil municipal, par 15 voix sur 27, contre 10 à son prédécesseur et 2 à la candidate de Vox, en présence de Juanma Moreno. Elle démissionne quatre jours plus tard du Parlement, son siège revenant à la première non-élue de la liste de la circonscription de Grenade, Celia Santiago.